# Шэньянский университет
Шэньянский университет (кит. 沈阳大学) университет в Шэньяне, провинция Ляонин, КНР — университет провинциального уровня. Количество учащихся — около 30 000, количество постоянных сотрудников из числа профессорско-преподавательского состава — около 1030.

## Академическая деятельность
Университет состоит из 21 колледжа и 10 программ подготовки магистров. Он предлагает 51 программу для специализации после окончания университета. Шэньянский университет уделяет особое внимание работе колледжей иностранного языка, мировой экономики, естественных наук, машиностроения.

## Учебный процесс
В настоящее время в вузе по различным программам обучается около 30 000 студентов (в основном это студенты из провинции Ляонин).
Вуз сотрудничает с зарубежными партнерами, в частности, с США, Великобританией, Францией, Канадой, Австралией, Россией, Сингапуром, Японией, Республикой Корея — всего около 20 государств и территорий. С десятью зарубежными вузами подписаны программы по магистратуре и бакалавриату по форме «2+2», «3+1» и другие.

## Кампусы
Шэньянский университет занимает площадь 572 000 м², из которых 402 000 м² составляют здания. Состоит из четырёх кампусов:
- Главный кампус расположен в городском районе Дадун. Главный кампус разделяется на северный и южный. Кампусы соединены между собой пешеходным мостом, который перекинут через канал и железнодорожную магистраль. Главные ворота северного кампуса выходят на южную улицу Ванхуа. Главные ворота южного кампуса выходят на дорогу Ляньхэ.
- Кампус Люй Дао.
- Кампус Вэнь Цуй Лу.
- Педагогический колледж Синьминь (англ. Xinmin Normal College).

## Библиотека
Университетская библиотека расположена в северной части главного кампуса, к юго-западу от северных ворот. Она занимает площадь 22 600 м², фонды библиотеки составляют 1 447 000 печатных изданий. Дизайн библиотеки создавался согласно специально проведенному для этого конкурсному отбору. Выигравший проект принадлежал объединению архитекторов из Сингапура, а также Шэньянскому институту дизайна.